# Jessika Jenson
Jessika Jenson (ur. 7 sierpnia 1991 w Idaho Falls) – amerykańska snowboardzistka, specjalizująca się w konkurencjach Big Air i slopestyle. W 2014 roku wystartował na igrzyskach olimpijskich w Soczi, gdzie zajęła 13. miejsce w debiutującym na igrzyskach slopestyle'u. W tej samej konkurencji była piąta na igrzyskach w Pjongczangu cztery lata później. Była też między innymi szósta w slopestyle'u i piąta w Big Air podczas mistrzostw świata w Sierra Nevada w 2017 roku. Najlepsze wyniki w Pucharze Świata osiągnęła w sezonie 2015/2016, kiedy to zajęła szóste miejsce w klasyfikacji generalnej AFU, a w klasyfikacji slopestyle'u była czwarta.

## Osiągnięcia

### Igrzyska olimpijskie
| Miejsce | Dzień     | Rok  | Miejscowość | Konkurencja | Zwyciężczyni   |
| ------- | --------- | ---- | ----------- | ----------- | -------------- |
| 13.     | 9 lutego  | 2014 | Soczi       | Slopestyle  | Jamie Anderson |
| 5.      | 12 lutego | 2018 | Pjongczang  | Slopestyle  | Jamie Anderson |
| 11.     | 22 lutego | 2018 | Pjongczang  | Big air     | Anna Gasser    |

### Mistrzostwa świata
| Miejsce | Dzień       | Rok  | Miejscowość   | Konkurencja | Zwyciężczyni    |
| ------- | ----------- | ---- | ------------- | ----------- | --------------- |
| 9.      | 18 stycznia | 2013 | Stoneham      | Slopestyle  | Spencer O’Brien |
| 10.     | 21 stycznia | 2015 | Kreischberg   | Slopestyle  | Miyabi Onitsuka |
| 8.      | 24 stycznia | 2015 | Kreischberg   | Big air     | Elena Könz      |
| 6.      | 11 marca    | 2017 | Sierra Nevada | Slopestyle  | Laurie Blouin   |
| 5.      | 17 marca    | 2017 | Sierra Nevada | Big air     | Anna Gasser     |

### Puchar Świata(AFU)

#### Miejsca w klasyfikacji generalnej
- sezon 2012/2013: 71.
- sezon 2013/2014: 54.
- sezon 2014/2015: 14.
- sezon 2015/2016: 6.
- sezon 2016/2017: 29.
- sezon 2017/2018: 29.

#### Miejsca na podium w zawodach
1. Stoneham – 21 lutego 2015 (slopestyle) - 2. miejsce
2. Mammoth Mountain – 21 stycznia 2016 (slopestyle) - 2. miejsce